# Mónaco en los Juegos Olímpicos de Tokio 2020
Mónaco estuvo representado en los Juegos Olímpicos de Tokio 2020 por seis deportistas, tres hombres y tres mujeres, que compitieron en cinco deportes.
Los portadores de la bandera en la ceremonia de apertura fueron el remero Quentin Antognelli y la jugadora de tenis de mesa Xiaoxin Yang. El equipo olímpico monegasco no obtuvo ninguna medalla en estos Juegos.